# 関藍梁
関 藍梁（せき らんりょう、文化2年4月7日（1805年5月5日） - 文久3年8月16日（1863年9月28日））は、幕末の儒者・書家・漢詩人。名は研、字は克精。通称は研次。藍梁は号。別号は湖西。

## 生涯
近江国高島郡青柳村大字青柳字万木（現滋賀県高島市安曇川町青柳）出身。
13歳のとき江戸に下り昌平黌に入る。また市河米庵にも師事した。大槻磐渓と親交した。膳所藩の江戸藩邸詰めを長く務めた。
黒船来航時、江戸幕府の儒者・林大学頭（林復斎）に随行し応接にあたる。その際、マシュー・ペリー側の漢文通訳羅森と詩を唱和した。また、ペリーに膳所産の茶を饗して気に入られた。のちにこの出来事を膳所の人々に語り茶園を開くことを薦め、膳所茶を誕生させた。

## 作品
- 駢題詩裒 - 著作のうち唯一刊行されたもの[6]。
- 甲申帰省餘記

ほか。
書に関しては、書幅は伝わらないが書丹が伝わる。

## 墓所
- 真宗仏光寺派西徳寺 - 東京都台東区龍泉。墓は現存しないが、林学斎による碑文の拓本が現存する[1]。